# Jakten på Berlusconi
Jakten på Berlusconi er en norsk komediefilm fra 2014. Filmen er produceret af Håkon Øverås, og instrueret af Ole Endresen. Hovedrollerne spilles af Edward Schultheiss, Atle Antonsen, Henriette Steenstrup, Morten Ramm og Jon Øigarden.

## Medvirkende
| Rolle      | Skuespiller          |
| ---------- | -------------------- |
| Bjarte Lem | Edward Schultheiss   |
| Svenn      | Morten Ramm          |
| Lotte      | Henriette Steenstrup |
| Nico       | Jon Øigarden         |
| Littlebird | Veslemøy Mørkrid     |
| Dyret      | Atle Antonsen        |
| Otto       | Arthur Berning       |
| Malte      | Bjørn Floberg        |
| Vigdis     | Hege Schøyen         |